# Zwierzyń (Kárpátaljai vajdaság)
Zwierzyń (ukrán nyelven: Звірин) Lengyelország délkeleti részén, a Kárpátaljai vajdaságban, a Leskói járásban, Gmina Olszanicza község területén található település, közel a lengyel–ukrán határhoz.A járás központjától, Leskótól 5 kilométernyire délkeletre található és a vajdaság központjától, Rzeszówtól 71 kilométernyire található délkeleti irányban.

## Fordítás
Ez a szócikk részben vagy egészben  a   Zwierzyń, Podkarpackie Voivodeship című angol Wikipédia-szócikk ezen változatának fordításán alapul.  Az eredeti cikk szerkesztőit annak laptörténete sorolja fel. Ez a jelzés csupán a megfogalmazás eredetét és a szerzői jogokat jelzi, nem szolgál a cikkben szereplő információk forrásmegjelöléseként.